# Grand Prix de Denain 1966
La 8e édition du Grand Prix de Denain a eu lieu le 12 avril 1966. Elle a été remportée par le Belge Herman Vrancken.

## Classement final
Herman Vrancken remporte la course.
| Classement final, | Classement final,      | Classement final, | Classement final, | Classement final, |
|                   | Coureur                | Pays              | Équipe            | Temps             |
| ----------------- | ---------------------- | ----------------- | ----------------- | ----------------- |
| 1er               | Herman Vrancken        | Belgique          | Dr Mann-Grundig   |                   |
| 2e                | Martin Van Den Bossche | Belgique          | Romeo-Smiths      |                   |
| 3e                | Constant Jongen        | Belgique          | Dr Mann-Grundig   |                   |
| modifier          |                        |                   |                   |                   |